# The Seventh Sign
《The Seventh Sign》은 1994년 5월 9일에 발매된 스웨덴의 기타리스트 잉베이 말름스틴의 일곱 번째 스튜디오 음반이다.

## 평가
| 전문가 평가 | 전문가 평가 |
| 평가 점수   | 평가 점수   |
| 출처        | 점수        |
| ----------- | ----------- |
| AllMusic    | [ 1 ]       |

《The Seventh Sign》은 1994년 스웨덴 음반 차트 11위, 스위스 음반 차트 47위에 올랐다. 2014년 7월 《기타 월드》 잡지는 목록에서 46위에 올랐다.
올뮤직의 스티브 휴이는 말름스틴이 지미 헨드릭스 스타일로 와와 페달을 폭넓게 밟아 음반을 "말름스틴의 팬들에게 필요한 것"이라며 5개 중 3개 별을 더했다. 그는 또한 파워 발라드 〈Prisoner of Your Love〉를 "정말로 창피한 일"이라며 강하게 비판했다.

## 곡 목록
모든 곡들은 특별한 언급이 없는 한 잉베이 말름스틴에 의해 작사/작곡하였다.
| #   | 제목                      | 작사·작곡                 | 재생 시간 |
| --- | ------------------------- | ------------------------- | --------- |
| 1.  | 〈Never Die〉             |                           | 3:29      |
| 2.  | 〈I Don't Know〉          | 말름스틴, 마이클 베세라   | 3:25      |
| 3.  | 〈Meant to Be〉           |                           | 3:52      |
| 4.  | 〈Forever One〉           |                           | 4:35      |
| 5.  | 〈Hairtrigger〉           |                           | 2:43      |
| 6.  | 〈Brothers〉 (기악)       |                           | 3:47      |
| 7.  | 〈Seventh Sign〉          |                           | 6:31      |
| 8.  | 〈Bad Blood〉             | 말름스틴, 베세라          | 4:25      |
| 9.  | 〈Prisoner of Your Love〉 | 말름스틴, 앰버던 말름스틴 | 4:27      |
| 10. | 〈Pyramid of Cheops〉     |                           | 5:10      |
| 11. | 〈Crash and Burn〉        | 말름스틴, 베세라          | 4:05      |
| 12. | 〈Sorrow〉 (기악)         |                           | 2:02      |

## 인증
| 국가                       | 인증     | 판매량/출하량 |
| -------------------------- | -------- | ------------- |
| 일본 (RIAJ)                | 플래티넘 | 200,000^      |
| ^출하량을 기반으로 한 인증 |          |               |